# André Kisser
André Kisser (ur. 10 kwietnia 1958) – szwajcarski bobsleista, trzykrotny medalista mistrzostw świata.

## Kariera
Pierwszy sukces w karierze osiągnął w 1986 roku, kiedy wspólnie z Erichem Schärerem, Kurtem Meierem i Erwinem Fassbindem wywalczył złoty medal w czwórkach podczas mistrzostw świata w Königssee. Na rozgrywanych rok później mistrzostwach świata w St. Moritz reprezentacja Szwajcarii w składzie Hans Hiltebrand, Urs Fehlmann, André Kisser i Erwin Fassbind ponownie zdobyła złoty medal w tej konkurencji. Ponadto Kisser w parze z Hiltebrandem zdobył też srebrny medal w dwójkach. W 1988 roku na wystartował na igrzyskach olimpijskich w Calgary, zajmując szóste miejsce w dwójkach oraz dziewiąte w czwórkach.